# Chile az 1952. évi nyári olimpiai játékokon
Chile a finnországi Helsinkiben megrendezett 1952. évi nyári olimpiai játékok egyik részt vevő nemzete volt. Az országot az olimpián 9 sportágban 59 sportoló képviselte, akik összesen 2 érmet szereztek.

## Érmesek
| Érem  | Versenyző                                     | Sportág  | Versenyszám              |
| ----- | --------------------------------------------- | -------- | ------------------------ |
| Ezüst | Óscar Cristi                                  | Lovaglás | Férfi díjugratás, egyéni |
| Ezüst | Óscar Cristi César Mendoza Ricardo Echeverría | Lovaglás | Férfi díjugratás, csapat |

## Atlétika
Férfi
| Versenyző      | Versenyszám    | Előfutam | Előfutam | Előfutam | Negyeddöntő | Negyeddöntő | Negyeddöntő | Elődöntő | Elődöntő | Elődöntő | Döntő         | Döntő         |
| Versenyző      | Versenyszám    | Idő      | Hely.    | Össz.    | Idő         | Hely.       | Össz.       | Idő      | Hely.    | Össz.    | Idő           | Helyezés      |
| -------------- | -------------- | -------- | -------- | -------- | ----------- | ----------- | ----------- | -------- | -------- | -------- | ------------- | ------------- |
| Raúl Inostroza | 10 000 m       |          |          |          |             |             |             |          |          |          | 31:28,6       | 23.           |
| Raúl Inostroza | Maraton        |          |          |          |             |             |             |          |          |          | nem ért célba | nem ért célba |
| Edmundo Ohacho | 110 m gát      | 15,61    | 5.       | 22.      |             |             |             | kiesett  | kiesett  | kiesett  | kiesett       | kiesett       |
| Jörn Gevert    | 110 m gát      | 15,44    | 3.       | 20.      |             |             |             | kiesett  | kiesett  | kiesett  | kiesett       | kiesett       |
| Jörn Gevert    | 400 m gát      | 56,1     | 5.       | 28.*     | kiesett     | kiesett     | kiesett     | kiesett  | kiesett  | kiesett  | kiesett       | kiesett       |
| Pedro Yoma     | 400 m gát      | 57,03    | 4.       | 36.      | kiesett     | kiesett     | kiesett     | kiesett  | kiesett  | kiesett  | kiesett       | kiesett       |
| Guillermo Solá | 3000 m akadály | 9:32,2   | 10.      | 29.      |             |             |             |          |          |          | kiesett       | kiesett       |
| Luis Celedón   | Maraton        |          |          |          |             |             |             |          |          |          | 2:33:45,8     | 14.           |

| Versenyző      | Versenyszám   | Selejtező | Selejtező | Döntő    | Döntő    |
| Versenyző      | Versenyszám   | Eredmény  | Helyezés  | Eredmény | Helyezés |
| -------------- | ------------- | --------- | --------- | -------- | -------- |
| Ernesto Lagos  | Magasugrás    | 180 cm    | 32.*      | kiesett  | kiesett  |
| Carlos Vera    | Távolugrás    | 707 cm    | 14.       | kiesett  | kiesett  |
| Hernán Haddad  | Diszkoszvetés | 42,89 m   | 28.       | kiesett  | kiesett  |
| Arturo Melcher | Kalapácsvetés | 45,55 m   | 32.       | kiesett  | kiesett  |

| Versenyző       | Versenyszám | 100 m | 100 m | Távolugrás | Távolugrás | Súlylökés | Súlylökés | Magasugrás | Magasugrás | 400 m            | 400 m            | 110 m gát        | 110 m gát        | Diszkoszvetés    | Diszkoszvetés    | Rúdugrás         | Rúdugrás         | Gerelyhajítás    | Gerelyhajítás    | 1500 m           | 1500 m           | Végeredmény   | Végeredmény   |
| Versenyző       | Versenyszám | Idő   | Pont  | Eredmény   | Pont       | Eredmény  | Pont      | Eredmény   | Pont       | Idő              | Pont             | Idő              | Pont             | Eredmény         | Pont             | Eredmény         | Pont             | Eredmény         | Pont             | Idő              | Pont             | Pont          | Helyezés      |
| --------------- | ----------- | ----- | ----- | ---------- | ---------- | --------- | --------- | ---------- | ---------- | ---------------- | ---------------- | ---------------- | ---------------- | ---------------- | ---------------- | ---------------- | ---------------- | ---------------- | ---------------- | ---------------- | ---------------- | ------------- | ------------- |
| Hernán Figueroa | Tízpróba    | 11,73 | 678   | 638 cm     | 608        | 12,87 m   | 660       | 160 cm     | 555        | 52,96            | 654              | 16,66            | 523              | 38,08 m          | 574              | 350 cm           | 516              | 51,22 m          | 550              | 4:58,61          | 274              | 5592          | 17.           |
| Carlos Vera     | Tízpróba    | 11,28 | 870   | 696 cm     | 773        | 9,52 m    | 387       | 175 cm     | 711        | nem állt rajthoz | nem állt rajthoz | nem állt rajthoz | nem állt rajthoz | nem állt rajthoz | nem állt rajthoz | nem állt rajthoz | nem állt rajthoz | nem állt rajthoz | nem állt rajthoz | nem állt rajthoz | nem állt rajthoz | nem ért célba | nem ért célba |

Női
| Versenyző       | Versenyszám | Előfutam      | Előfutam      | Előfutam      | Elődöntő | Elődöntő | Elődöntő | Döntő   | Döntő    |
| Versenyző       | Versenyszám | Idő           | Hely.         | Össz.         | Idő      | Hely.    | Össz.    | Idő     | Helyezés |
| --------------- | ----------- | ------------- | ------------- | ------------- | -------- | -------- | -------- | ------- | -------- |
| Adriana Millard | 200 m       | 25,58         | 4.            | 19.           | kiesett  | kiesett  | kiesett  | kiesett | kiesett  |
| Marion Huber    | 80 m gát    | nem ért célba | nem ért célba | nem ért célba | kiesett  | kiesett  | kiesett  | kiesett | kiesett  |

| Versenyző       | Versenyszám   | Selejtező                | Selejtező                | Döntő    | Döntő    |
| Versenyző       | Versenyszám   | Eredmény                 | Helyezés                 | Eredmény | Helyezés |
| --------------- | ------------- | ------------------------ | ------------------------ | -------- | -------- |
| Adriana Millard | Távolugrás    | 549 cm                   | 15.                      | 559 cm   | 13.      |
| Gerda Martín    | Gerelyhajítás | 36,94 m                  | 18.                      | kiesett  | kiesett  |
| Edith Thomas    | Gerelyhajítás | érvényes kísérlet nélkül | érvényes kísérlet nélkül | kiesett  | kiesett  |

* - egy másik versenyzővel azonos időt/eredményt ért el

## Evezés
| Versenyző     | Versenyszám  | Előfutam | Előfutam | Vigaszág | Vigaszág | Elődöntő | Elődöntő | Vigaszág | Vigaszág | Döntő   | Döntő   |
| Versenyző     | Versenyszám  | Idő      | Hely.    | Idő      | Hely.    | Típus    | Idő      | Hely.    | Típus    | Idő     | Hely.   |
| ------------- | ------------ | -------- | -------- | -------- | -------- | -------- | -------- | -------- | -------- | ------- | ------- |
| Carlos Adueza | Egypárevezős | 8:22,3   | 5.       | 8:08,9   | 2.       | kiesett  | kiesett  | kiesett  | kiesett  | kiesett | kiesett |

## Kerékpározás

### Országúti kerékpározás
| Versenyző                                                  | Versenyszám | Eredmény      | Helyezés      |
| ---------------------------------------------------------- | ----------- | ------------- | ------------- |
| Héctor Droguett                                            | Egyéni      | kizárták      | kizárták      |
| Hernán Masanés                                             | Egyéni      | nem ért célba | nem ért célba |
| Héctor Mellado                                             | Egyéni      | nem ért célba | nem ért célba |
| Hugo Miranda                                               | Egyéni      | nem ért célba | nem ért célba |
| Héctor Droguett Héctor Mellado Hernán Masanés Hugo Miranda | Csapat      | nem ért célba | nem ért célba |

### Pálya-kerékpározás
| Versenyző      | Versenyszám   | 1. forduló                                         | 1. forduló | Vigaszág                                                                                | Vigaszág | Negyeddöntő            | Negyeddöntő | Vigaszág               | Vigaszág | Elődöntő               | Elődöntő | Vigaszág               | Vigaszág | Döntő                  | Helyezés    |
| Versenyző      | Versenyszám   | Ellenfelek Győztes idő                             | Hely.      | Ellenfelek Győztes idő                                                                  | Hely.    | Ellenfelek Győztes idő | Hely.       | Ellenfelek Győztes idő | Hely.    | Ellenfelek Győztes idő | Hely.    | Ellenfelek Győztes idő | Hely.    | Ellenfelek Győztes idő | Helyezés    |
| -------------- | ------------- | -------------------------------------------------- | ---------- | --------------------------------------------------------------------------------------- | -------- | ---------------------- | ----------- | ---------------------- | -------- | ---------------------- | -------- | ---------------------- | -------- | ---------------------- | ----------- |
| Hernán Masanés | Egyéni sprint | Lionel Cox (AUS) · Werner Potzernheim (GER) · 11,9 | 3.         | Ray Robinson (RSA) · Colin Dickinson (NZL) · Ken Farnum (JAM) · Ion Ioniţă (ROU) · 12,3 | 2.       | kiesett                | kiesett     | kiesett                | kiesett  | kiesett                | kiesett  | kiesett                | kiesett  | kiesett                | helyezetlen |

| Versenyző      | Versenyszám     | Eredmény | Helyezés |
| -------------- | --------------- | -------- | -------- |
| Hernán Masanés | 1000 m időfutam | 1:15,9   | 17.      |

## Kosárlabda
- Álvaro Salvadores
- Eduardo Cordero
- Eric Mahn
- Exequiel Figueroa
- Hernán Raffo
- Hernán Ramos
- Hugo Fernández
- Juan José Gallo
- Juan Ostoic
- Orlando Silva
- Pedro Araya
- Rufino Bernedo
- Victor Mahaña

### Eredmények
4. csoport
| Csapat        | JM | GY | V | DP  | KP  | +/- | PT |
| ------------- | -- | -- | - | --- | --- | --- | -- |
| Franciaország | 3  | 3  | 0 | 202 | 149 | +53 | 6  |
| Chile         | 3  | 2  | 1 | 170 | 150 | +20 | 5  |
| Egyiptom      | 3  | 1  | 2 | 176 | 221 | -45 | 4  |
| Kuba          | 3  | 0  | 3 | 149 | 177 | -28 | 3  |

| 1952. július 25. | Chile (CHI) | 53–52 | Kuba |  |
| 1952. július 25. | (32–32)     |       |      |  |

| 1952. július 26. | Chile (CHI) | 74–46 | Egyiptom |  |
| 1952. július 26. | (47–18)     |       |          |  |

| 1952. július 27. | Franciaország (FRA) | 52–43 | Chile |  |
| 1952. július 27. | (25–17)             |       |       |  |

Negyeddöntő
B csoport
| Csapat           | JM | GY | V | DP  | KP  | +/- | PT |
| ---------------- | -- | -- | - | --- | --- | --- | -- |
| Egyesült Államok | 3  | 3  | 0 | 246 | 166 | +80 | 6  |
| Szovjetunió      | 3  | 2  | 1 | 190 | 195 | -5  | 5  |
| Brazília         | 3  | 1  | 2 | 138 | 136 | +2  | 4  |
| Chile            | 3  | 0  | 3 | 140 | 217 | -77 | 3  |

| 1952. július 28. | Brazília (BRA) | 75–44 | Chile |  |
| 1952. július 28. | (36–25)        |       |       |  |

| 1952. július 29. | Egyesült Államok (USA) | 103–55 | Chile |  |
| 1952. július 29. | (47–32)                |        |       |  |

| 1952. július 30. | Szovjetunió (URS) | 78–60 | Chile |  |
| 1952. július 30. | (41–29)           |       |       |  |

Az 5–8. helyért
| 1952. július 31. | Chile (CHI) | 60–53 | Bulgária |  |
| 1952. július 31. | (37–29)     |       |          |  |

Helyosztó az 5. helyért
| 1952. augusztus 2. | Chile (CHI) | 58–49 | Brazília |  |
| 1952. augusztus 2. | (32–24)     |       |          |  |

| Csapat | Helyezés |
| ------ | -------- |
| Chile  | 5.       |

## Labdarúgás
- Domingo Massaro
- Domingo Pillado
- Fernando Jara
- Irenio Jara
- Jaime Vásquez
- José García
- Justo Albornoz
- Julio Vial
- Luis Leal
- Manuel Roa
- Rubén González

Selejtező
| 1952. július 16. |

| Egyiptom (EGY)                              | 5–4               | Chile                       |
| ------------------------------------------- | ----------------- | --------------------------- |
| Elfar 27' Elmeckawi 43' Eldizwi 66' 75' 80' | (2–2) Jegyzőkönyv | I. Jara 7' 78' Vial 14' 88' |

| Kotka stadion, Kotka Játékvezető: John Nilsson (svéd) |

| Csapat | Helyezés |
| ------ | -------- |
| Chile  | 17.      |

## Lovaglás
Díjlovaglás
| Versenyző                                | Ló                               | Versenyszám | Pont    | Helyezés |
| ---------------------------------------- | -------------------------------- | ----------- | ------- | -------- |
| Héctor Clavel                            | Frontalera                       | Egyéni      | 452,00  | 16.      |
| José Larraín                             | Rey de Oros                      | Egyéni      | 473,50  | 14.      |
| Ernesto Silva                            | Viarregio                        | Egyéni      | 415,00  | 22.      |
| José Larraín Héctor Clavel Ernesto Silva | Rey de Oros Frontalera Viarregio | Csapat      | 1340,50 | 5.       |

Díjugratás
| Versenyző                                     | Ló                      | Versenyszám | 1. kör | 1. kör | 1. kör | 2. kör | 2. kör | 2. kör | Végeredmény | Végeredmény | Végeredmény |
| Versenyző                                     | Ló                      | Versenyszám | Idő    | Bünt.  | Hely.  | Idő    | Bünt.  | Hely.  | Idő         | Bünt.       | Helyezés    |
| --------------------------------------------- | ----------------------- | ----------- | ------ | ------ | ------ | ------ | ------ | ------ | ----------- | ----------- | ----------- |
| Óscar Cristi                                  | Bambi                   | Egyéni      | 1:49,4 | 4      | 2.     | 1:49,0 | 4      | 4.     | 3:38,4      | 8           | 1.*         |
| Ricardo Echeverría                            | Lindo Peal              | Egyéni      | 1:59,8 | 17,75  | 37.    | 1:36,8 | 8      | 13.    | 3:36,6      | 25,75       | 28.         |
| César Mendoza                                 | Pollan                  | Egyéni      | 1:35,6 | 12     | 21.    | 1:32,4 | 0      | 1.     | 3:08,0      | 12          | 7.**        |
| Óscar Cristi César Mendoza Ricardo Echeverría | Bambi Pollan Lindo Peal | Csapat      |        | 33,75  | 7.     |        | 12     | 2.     |             | 45,75       |             |

| Versenyző    | Ló    | Versenyszám | Szétugratás az aranyéremért | Szétugratás az aranyéremért | Szétugratás az aranyéremért |
| Versenyző    | Ló    | Versenyszám | Bünt.                       | Idő                         | Helyezés                    |
| ------------ | ----- | ----------- | --------------------------- | --------------------------- | --------------------------- |
| Óscar Cristi | Bambi | Egyéni      | 4                           | 44,0                        |                             |

Lovastusa
| Versenyző                                      | Ló                    | Versenyszám | Díjlovaglás | Díjlovaglás | Tereplovaglás | Tereplovaglás | Tereplovaglás | Díjugratás | Díjugratás | Végeredmény | Végeredmény |
| Versenyző                                      | Ló                    | Versenyszám | Bünt.       | Hely.       | Bünt.         | Hely.         | Össz.         | Bünt.      | Hely.      | Bünt.       | Helyezés    |
| ---------------------------------------------- | --------------------- | ----------- | ----------- | ----------- | ------------- | ------------- | ------------- | ---------- | ---------- | ----------- | ----------- |
| Mario Leuenberg                                | Micho                 | Egyéni      | -148,66     | 33.         | 37            | 13.           | 12.           | -12,50     | 23.        | -124,16     | 14.         |
| Rolando Mosqueira                              | Trelaros              | Egyéni      | -163,80     | 44.         | -305          | 36.           | 36.           | kizárták   | kizárták   | kiesett     | kiesett     |
| Hernán Vigil                                   | Naftol                | Egyéni      | -132,80     | 23.         | nem ért célba | nem ért célba | nem ért célba | kiesett    | kiesett    | kiesett     | kiesett     |
| Mario Leuenberg Hernán Vigil Rolando Mosqueira | Micho Naftol Trelaros | Csapat      | -445,26     | 13.         | nem ért célba | nem ért célba | nem ért célba | kiesett    | kiesett    | kiesett     | kiesett     |

* - egy másik versenyzővel azonos eredményt ért el

** - három másik versenyzővel azonos eredményt ért el

## Öttusa
| Versenyző      | Versenyszám | Lovaglás | Lovaglás | Lovaglás | Vívás    | Vívás | Vívás | Lövészet | Lövészet | Úszás  | Úszás | Futás   | Futás | Összesen    | Összesen |
| Versenyző      | Versenyszám | Idő      | Pont     | Hely.    | Győzelem | Dupla | Hely. | Pontszám | Hely.    | Idő    | Hely. | Idő     | Hely. | Összes pont | Helyezés |
| -------------- | ----------- | -------- | -------- | -------- | -------- | ----- | ----- | -------- | -------- | ------ | ----- | ------- | ----- | ----------- | -------- |
| Luis Carmona   | Egyéni      | 10:39,5  | 93       | 25.      | 25       | 9     | 12.   | 176      | 28.      | 5:34,2 | 40.   | 15:59,4 | 23.   | 128         | 27.      |
| Nilo Floody    | Egyéni      | 10:37,4  | 97       | 20.      | 28       | 6     | 9.    | 181      | 17.      | 5:10,0 | 33.   | 16:03,0 | 27.   | 106         | 17.      |
| Hernán Fuentes | Egyéni      | 11:44,4  | 63       | 35.      | 23       | 7     | 22.   | 188      | 3.       | 4:58,1 | 25.   | 16:26,9 | 35.   | 120         | 22.      |

| Versenyző                               | Versenyszám | Lovaglás | Lovaglás | Vívás | Vívás | Lövészet | Lövészet | Úszás | Úszás | Futás | Futás | Összesen    | Összesen |
| Versenyző                               | Versenyszám | Pont     | Hely.    | Pont  | Hely. | Pont     | Hely.    | Pont  | Hely. | Pont  | Hely. | Összes pont | Helyezés |
| --------------------------------------- | ----------- | -------- | -------- | ----- | ----- | -------- | -------- | ----- | ----- | ----- | ----- | ----------- | -------- |
| Nilo Floody Hernán Fuentes Luis Carmona | Csapat      | 77       | 8.*      | 42    | 3.*   | 46       | 4.       | 90    | 12.   | 81    | 11.   | 336         | 7.       |

* - egy másik csapattal azonos eredményt ért el

## Sportlövészet
| Versenyző     | Versenyszám           | Eredmény | Helyezés |
| ------------- | --------------------- | -------- | -------- |
| Enrique Ojeda | Szabadpisztoly        | 510      | 35.      |
| Juan Bizama   | Sportpuska, összetett | 1120     | 28.      |
| Juan Bizama   | Sportpuska, fekvő     | 395      | 25.      |

## Úszás
Férfi
| Versenyző     | Versenyszám | Előfutam | Előfutam | Előfutam | Elődöntő | Elődöntő | Elődöntő | Döntő   | Döntő    |
| Versenyző     | Versenyszám | Idő      | Hely.    | Össz.    | Idő      | Hely.    | Össz.    | Idő     | Helyezés |
| ------------- | ----------- | -------- | -------- | -------- | -------- | -------- | -------- | ------- | -------- |
| Hernán Avilés | 100 m gyors | 1:02,8   | 6.       | 51.      | kiesett  | kiesett  | kiesett  | kiesett | kiesett  |